# Kotten (Halver)
Kotten ist eine Hofschaft in Halver im Märkischen Kreis im Regierungsbezirk Arnsberg in Nordrhein-Westfalen (Deutschland).

## Lage und Beschreibung
Kotten liegt auf 390 Meter über Normalnull zwischen den Tälern der Neye (I) und der Neye (II) im südwestlichen Halver an der Stadtgrenze zu Wipperfürth. Der Ort ist über zwei Zufahrten zu erreichen, die von der Kreisstraße K3 zwischen Schwenke und Anschlag in Eickerhöhe bzw. bei Birkenbaum abzweigen und auch Vorst anbinden. Weitere Nachbarorte sind Dornbach, Eickerhöhe, Eickerschmitte, Auf den Eicken und Vossebrechen (zu Wipperfürth).

## Geschichte
Kotten wurde erstmals 1480 urkundlich erwähnt, die Entstehungszeit der Siedlung wird aber für den Zeitraum zwischen 1200 und 1300 am Ende der mittelalterlichen Rodungsperiode vermutet. Kotten war ein Abspliss von Vorst.
Um 1500 ist durch Urkunden belegt, dass der Hof Kotten dem bergischen Amt_Beyenburg abgabenpflichtig war. Die Gerichtsbarkeit des Hofs unterstand einem extra für die bergischen Höfe im ansonsten märkisch beherrschten Kirchspiel Halver bestellten bergischem Richter, was häufig zu Streit mit dem für das Kirchspiel eigentlich zuständigen märkischen Gografen führte.
1818 lebten sechs Einwohner im Ort. 1838 gehörte Kotten der Eickhöfer Bauerschaft innerhalb der Bürgermeisterei Halver an. Der laut der Ortschafts- und Entfernungs-Tabelle des Regierungs-Bezirks Arnsberg als Ackergut kategorisierte Ort besaß zu dieser Zeit ein Wohnhaus und zwei landwirtschaftliche Gebäude. Zu dieser Zeit lebten acht Einwohner im Ort, allesamt evangelischen Glaubens.
Das Gemeindelexikon für die Provinz Westfalen von 1887 gibt eine Zahl von zwölf Einwohnern an, die in zwei Wohnhäusern lebten.